# 田辺孝哉
田辺 孝哉（たなべ こうさい、1936年 - ）は、日本の物理学者。埼玉大学理学部名誉教授。専攻は、原子核理論、量子多体系理論。

## 来歴
1936年、千葉県に生まれる。1960年3月、埼玉大学文理学部理学科卒業。1966年3月、東京大学大学院理学系研究科博士後期課程修了。理学博士（東京大学）。同年4月に埼玉大学教養部専任講師、1967年4月同助教授を経て、1977年4月に埼玉大学教養部教授。1968年から1970年にはイェール大学、1978年から1980年にはミュンヘン工科大学でも研究を行った。
埼玉大学教養部長を歴任。1995年の教養部解体に伴い、埼玉大学理学部物理学科教授に配置換え。2003年に同大学を定年退官。
2015年春の叙勲で瑞宝中綬章受章。

## 著書等

### 単著
- 『理工学基礎　力学』、培風館、1995年

### 共著
- 『三省堂 物理小事典 第4版』、宮島龍興監修、三省堂、1994年

### 翻訳
- 『原子核の物理』、G.A.Jones著、田辺孝哉訳、丸善、1984年

## 論文

### 単著
- 「エントロピー効果を記述する厳密な有限温度RPA方程式」,『素粒子論研究』,100(5),E60-E64,2000
- 「有限温度RPA方程式の拡張と巨大共鳴におけるエントロピー効果」,『素粒子論研究』,99(3),C14-C23,1999
- 「拡張有限温度RPA方程式の拡張とエントロピー効果」,『日本物理学会講演概要集』,54(1-1),22,1999
- 「高温における巨大共鳴幅の振る舞い」,『素粒子論研究』,90(1),A42-A48,1994
- 「有限温度巨大共鳴幅の温度依存性」,『素粒子論研究』,87(3),C113-C125,1993
- 「超変形状態におけるスピン整列整数量子化の解釈」,『日本物理学会講演予稿集』,1992(1),58,1992
- 「核構造論における有限温度の取り扱い」,『素粒子論研究』,83(5),E141-E148,1991
- 「原子核高励起状態上の巨大共鳴に関する微視的理論」,『素粒子論研究』,79(5),E59-E74,1989
- 「高スピン状態における変形共存」,『素粒子論研究』,72(6),F92-F94,1986
- 「KEKにおける原子核実験」,『日本物理学会講演予稿集』,33(1),49-50,1978
- 「高エネルギー研ブースター利用施設計画」,『日本物理学会講演予稿集』,33(3),41-42,1978
- 「「高エネルギー物理学研究所ブースターによる原子核実験（中間子を用いる核物理学）」研究会」,『日本物理学会誌』,32(4),351-352,1977
- 「K-核内核子散乱」,『日本物理学会講演予稿集』,16(1),13,1961

### 共著
- 江刺家・中田・田辺,「原子核超流動相の熱容量に対する粒子数保存の効果」,『日本物理学会講演概要集』,60(1-1),35,2005
- 東山・吉永・田辺，「領域の低エネルギーの集団運動と高スピン状態の統一的記述」，『日本物理学会講演概要集』,55(2-1),35,2000
- 榎並・田辺・吉永,「HFB解からの核子数・角運動量射影Ⅳ」,『日本物理学会講演概要集』,54(1-1),22,1999
- 榎並・田辺・吉永,「角運動量射影Cranked HFB理論による3軸非対称核の解析」,『素粒子論研究』,97(2),B109-B113,1998
- 榎並・田辺・吉永,「HFB解からの核子数・角運動量射影Ⅲ」,『日本物理学会講演概要集』,53(1-1),31,1998
- 平泉・田辺,「q-w模型と対相関相互作用」,『日本物理学会講演概要集』,53(1-19,43,1998
- 榎並・田辺・吉永,「HFB解からの核子数・角運動量射影Ⅱ」,『日本物理学会講演概要集』,52(2-1),37,1997
- 榎並・田辺・吉永,「HFB解からの核子数・角運動量射影」,『日本物理学会講演概要集』,52(1-1),53,1997
- 田辺孝哉・田辺和子,「超変形状態での回転軸歳差運動」,『日本物理学会講演概要集』,1996(1),90,1996
- 田辺和子・田辺孝哉,「超変形状態におけるC4対称性」,『日本物理学会講演概要集』,1995(1),62,1995
- 田辺・プロヴィデンシア.J,「有限温度巨大共鳴のダンピング」,『日本物理学会講演概要集』,1995(1),55,1995
- 田辺・関,「超伝導と磁性秩序の共存解」,『日本物理学会講演概要集』,50(3),348,1995
- 田辺孝哉・田辺和子,「高温状態上の巨大共鳴の幅の温度依存」,『日本物理学会講演概要集』,48(1),60,1993
- 倉本・田辺,「非対称2バンド模型の超伝導解」,『日本物理学会講演予稿集』,1991(3),497,1991
- 田辺孝哉・田辺和子,「Bloch-Messiah定理の有限温度への拡張」,『日本物理学会講演予稿集』,45(1),24,1990
- 生越・田辺,「低次元超伝導に対するHFB近似と数値解析法」,『日本物理学会講演予稿集』,45(3),343,1990
- 田辺和子・田辺孝哉,“Renomalization Group & Intruder state”,『日本物理学会講演予稿集』,1978(1),48,1978
- 島・田辺,「階数3の社交群Sp(3)を基礎とする素粒子の対称性：素粒子」,『日本物理学会講演予稿集』,1965(3),166,1965
- 牟田・田辺,「反陽子の相互作用」,『日本物理学会誌』,18(12),754-771,1963

## 受章
- 2015年 - 瑞宝中綬章受章[1]